# Claudia Jahn

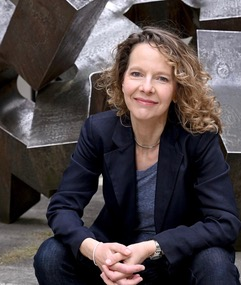
Claudia Jahn (2025)

Claudia Jahn (* 1969 in Jena) ist eine deutsch-schweizerische Schauspielerin, Sprecherin, Autorin sowie Coach für Medienpräsenz. Bekannt wurde sie durch Engagements an namhaften Bühnen wie dem Staatstheater Stuttgart, Deutschen Schauspielhaus Hamburg und Theater Basel. Sie ist zudem in Film, Fernsehen und Hörfunk tätig.

## Beruflicher Werdegang
Claudia Jahn absolvierte von 1989 bis 1994 ihr Schauspielstudium an der Universität Mozarteum in Salzburg. Eine prägende Rolle in ihrer schauspielerischen Entwicklung spielte ihre Lehrerin Inge Langen, unter deren Anleitung sie entscheidende Impulse für ihre Arbeit auf der Bühne, vor der Kamera und in ihrer Persönlichkeitsentwicklung erhielt.
Ihre Theaterlaufbahn begann 1994 am Staatstheater Nürnberg. Von 1996 bis 2006 war sie im Ensemble des Staatstheaters Stuttgart. Dort übernahm sie unter anderem die Rolle der Sasa in Anton Tschechows Ivanov (Regie: Elmar Goerden, Spielzeit 1996/97) sowie die Rolle der Christine in Ödön von Horváths Zur schönen Aussicht (Regie: Erich Siedler, Spielzeit 2001/02).
Es folgten Engagements am Deutschen Schauspielhaus Hamburg (2006–2008). In mehreren Produktionen arbeitete Claudia Jahn mit dem Regisseur Philip Tiedemann zusammen, mit dem sie eine kontinuierliche künstlerische Zusammenarbeit verband. Am Theater Basel (2008–2015) übernahm sie Hauptrollen in klassischen und zeitgenössischen Inszenierungen. Ihr Rollenrepertoire an verschiedenen deutschsprachigen Bühnen umfasste unter anderem die Titelrolle in Antigone, Yvonne in Yvonne, die Burgunderprinzessin, Viola in Was ihr wollt, Célimène in Der Menschenfeind und Tatjana in Die Kleinbürger, sowie Eve in Der zerbrochene Krug. Sie arbeitete mit renommierten Regisseurinnen und Regisseuren zusammen, darunter Ulrich Lampen, Elias Perrig, Amélie Niermeyer, Elmar Goerden, Jacqueline Kornmüller, Winfried Minks und Vera Nemirova.
Seit 1994 ist Jahn auch in Film- und Fernsehproduktionen aktiv, unter anderem in Café Meineid (BR), Die Rettungsflieger (ZDF), Der König (ARD), dem Fernsehspiel 13 Uhr mittags sowie in Produktionen von ARTE und SWR.
Als Sprecherin erhielt sie 2022 den ARD-Hörspielpreis für die beste schauspielerische Leistung.

## Sprecherin Hörspiele und Hörbücher
Neben ihrer Schauspielerischen Tätigkeit war Claudia Jahn als Sprecherin in zahlreichen Hörspielen, Features und Hörbüchern tätig. Ihre Arbeiten umfassen sowohl literarische als auch kriminologische und phantastische Genres. Mit dem Hörspielregisseur Ulrich Lampen verbindet sie eine langjährige Zusammenarbeit. In zahlreichen Hörspielproduktionen arbeitete sie unter seiner Regie für den öffentlich-rechtlichen Rundfunk.
Mit der Hörspielregisseurin Heike Tauch verbindet Claudia Jahn eine umfangreiche Zusammenarbeit im Bereich Hörspiel und Feature. Für verschiedene öffentlich-rechtliche Rundfunkanstalten entstanden unter ihrer Regie zahlreiche Produktionen. Eine Auswahl ihrer Sprecherarbeiten umfasst:
- „Das Kuhrennen“ – Hörspiel,[13]
- Hörspiele im Archiv des Deutschlandradio Kultur[14][15][16]
- Krimi-Hörspiel nach Donna Leon: Brunetti ermittelt[17]
- Eine neu-deutsche Familie – Bürger zweiter Klasse – Feature[18]
- „Die deutsche Kapitänsfamilie Pietsch aus Danzig – Seeleute“ – Feature[19]
- Kriminalhörspiel zum Deutschen Herbst 1977: „Sprich mir nach“[20]
- Hörbuch „Elfenzauber – Magische Einhorn“ von Emily Rodda[21]
- Weitere Hörbücher und Lesungen sind u. a. in der Pfungstädter Bücherei katalogisiert[22]

## Auszeichnungen
- 1995: Darstellerpreis bei den Bayerischen Theatertagen im Rahmen ihres Engagements am Staatstheater Nürnberg[23]
- 1997 wurde sie von der Fachzeitschrift Theater heute zur Nachwuchsschauspielerin des Jahres gewählt[24]
- 2022: ARD-Hörspielpreis für beste schauspielerische Leistung[25]

## Lehre
Claudia Jahn war langjährig als Dozentin im Bereich Schauspiel tätig – unter anderem an der Staatlichen Hochschule für Musik und Darstellende Kunst Stuttgart sowie an der Zürcher Hochschule der Künste (ZHdK). 2015 gründete sie das Coaching-Unternehmen ASTIK-Coaching, das sich auf Auftrittskompetenz, Kamerapräsenz und Kommunikation spezialisiert hat. In den Medien wird ihre schauspielerische und Lehrtätigkeit porträtiert.
Ein Grundlagenband sowie das dazugehörige Workbook zu den Themen Auftrittskompetenz, Kamerapräsenz und Kommunikation publizierte sie 2024. Aus diesen Publikationen las sie 2024 auf der Frankfurter Buchmesse.

## Rezensionen zu "Red Du mir von Liebe"
Die Produktion von Red Du mir von Liebe! am Theater Basel wurde von der Fachwelt überwiegend positiv aufgenommen. Die deutschsprachige Erstaufführung der Komödie von Philippe Claudel fand im Oktober 2014 im Foyer des Schauspielhauses Basel statt und wurde von Regisseur Ulrich Lampen inszeniert. Die Schauspieler Claudia Jahn und Vincent Leittersdorf verkörperten das Paar, das sich in einem intensiven Streit auf offener Straße befindet.
- arttv.ch beschreibt die Inszenierung als eine 'Tour de Force', die ein ganzes Eheleben in der Luft zerreißt. Die Darsteller seien 'etwas erschöpft und etwas aufgedreht' und begännen, sich gegenseitig zu sezieren und zu zerfleischen. Der Boulevard-Charakter des Stücks werde durch die Inszenierung auf der Straße verstärkt, wobei das Publikum im Foyer des Schauspielhauses bleibt und die Schauspieler draußen mit sich und dem Spiel allein sind, ein wenig dem Zufall ausgesetzt – den zufälligen Begegnungen, den zufälligen Störungen[31].

- Szenik.eu hervorhebt, dass das Theater Basel mit dieser Inszenierung die voyeuristischen Neigungen seines Publikums befriedige. Ein Paar streitet sich auf offener Straße lautstark über seine Beziehung, und das Publikum beobachtet diesen Eklat, ohne einzugreifen. Die Inszenierung auf der Straße ermögliche es, dass das Stück jeden Abend etwas anders aussieht, da die Schauspieler zufällige Begegnungen und Störungen in ihr Spiel einbinden müssen[32].

- Theaterkompass.de führt aus, dass Ulrich Lampen die Komödie nicht in den wackelnden vier Wänden inszeniert, sondern auf der Straße. Das Publikum bleibt drinnen (im Foyer des Schauspielhauses), während die beiden Schauspieler draußen mit sich und dem Spiel allein sind, ein wenig dem Zufall ausgesetzt – den zufälligen Begegnungen, den zufälligen Störungen. Die Inszenierung hebt die humorvollen und pointierten Dialoge des Stücks hervor[33].

## Filmografie (Auswahl)
- 1994: Der König (ARD)
- 1996: Frauenarzt Dr. Marcus Merthin (ZDF)
- 1998: Café Meineid (BR)
- 2006: Die Rettungsflieger (ZDF)
- 2006: 4 gegen Z (ZDF)
- 2009: The Late Night Flight (Kurzfilm)
- 2017: 13 Uhr mittags